# Winterhaven
Winterhaven – jednostka osadnicza w Stanach Zjednoczonych, w stanie Kalifornia, w hrabstwie Imperial, nad jeziorem Salton Sea.